# Gouvernement de Voronej
1725–1928
Entités précédentes :
- Gouvernement d’Azov

Entités suivantes :
- Oblast du Centre-Tchernozem

Le gouvernement de Voronej (en russe : Воронежская губерния (Voronejskaïa goubernia)) est une division administrative de l’Empire russe, puis de la R.S.F.S.R., située en Russie sur le cours de la Volga avec pour capitale la ville de Voronej. Créé en 1725 le gouvernement, exista jusqu’en 1928 (avec un intermède de 1779 à 1796).

## Géographie
Le gouvernement de Voronej était bordé au nord par les gouvernements de Tambov et Orel, à l’ouest par celui de Koursk, au sud-ouest par Kharkov, au sud est par l’oblast de l'armée du Don et à l’est par le gouvernement de Saratov.
Le territoire du gouvernement de Voronej, dans ses frontières de 1914, est réparti entre les actuelles oblasts de Voronej, Belgorod et Lipetsk.

## Histoire
Le gouvernement a été créé en 1725 par le renommage du gouvernement d’Azov — un des huit gouvernements créés par Pierre le Grand — et s’étendait au sud jusqu’à la mer d'Azov. Divisé en 5 provinces (provintsia) qui devinrent à la suite de la réforme de 1779 des provinces (namestnitchestvo) indépendantes. Paul Ier rétablit l’appellation de gouvernement en 1796 sans toutefois recréer les anciennes entités. En 1928, le gouvernement est aboli et son territoire est rattaché à l’oblast du Centre-Tchernozem.

## Subdivisions administratives
Au début du XXe siècle, le gouvernement de Voronej était divisé en douze ouïezds : Birioutch, Bobrov, Bogoutchar, Valouïki, Voronej, Zadonsk, Zemliansk, Korotoïak, Nijnedevitsk, Novokhopiorsk, Ostrogojsk et Pavlovsk.

## Population
En 1897, la population du gouvernement s'élevait à 2 531 253 habitants, dont 63,3 % de Russes et 36,2 % d’Ukrainiens.